# 충청남도홍성교육지원청
충청남도홍성교육지원청(忠淸南道洪城敎育支援廳, Hongseong Office of Education)은 충청남도 홍성군을 관할하는 충청남도교육청 산하의 교육지원청이다.
교육장은 장학관으로 보한다.

## 산하 기관

### 단설유치원
| - 조양유치원 - 내포유치원 |

### 초등학교
| - 갈산초등학교 - 결성초등학교 - 광천초등학교 - 구항초등학교 - 금당초등학교 | - 금마초등학교 - 내포초등학교 - 대정초등학교 - 덕명초등학교 - 배양초등학교 | - 서부초등학교 - 서해삼육초등학교 - 신당초등학교 - 용봉초등학교 - 은하초등학교 | - 장곡초등학교 - 한울초등학교 - 홍남초등학교 - 홍동초등학교 - 홍북초등학교 | - 홍성초등학교 - 홍주초등학교 |

### 중학교
| - 갈산중학교 - 광천중학교 - 광흥중학교 - 금마중학교 - 내포중학교 - 서해삼육중학교 | - 홍동중학교 - 홍성서부중학교 - 홍성여자중학교 - 홍성중학교 - 홍주중학교 |